# CUS Bologna Hockey
Il CUS Bologna Hockey è una società italiana di hockey su prato con sede a Bologna.
Vincitrice di 2 scudetti e 2 coppe Italia nella sua storia, negli ultimi anni si dedica esclusivamente al campionato indoor, competizione nella quale ha vinto 5 titoli.

## Palmarès
- Scudetto: 2

1955, 1997
- Coppa Italia: 2

1975, 2002
- Scudetto indoor: 5

1997, 1999, 2002, 2009, 2013
- Campionati Nazionali Universitari: 1

2008